# Петър Гюпчанов
Петър Гюпчанов е български предприемач и революционер, деец на Вътрешната македоно-одринска революционна организация.

## Биография
Петър Гюпчанов е роден през 1869 година в град Енидже Вардар (Па̀зар), тогава в Османската империя, днес в Гърция. Остава без образование, но развива търговия с вино. Същевременно се присъединява към градския комитет на ВМОРО в Енидже Вардар.